# Ȩ́
Cette page contient des caractères spéciaux ou non latins. S’ils s’affichent mal (▯, ?, etc.), consultez la page d’aide Unicode.
Ȩ́ (minuscule : ȩ́), appelé E accent aigu cédille, est un graphème utilisé dans l’écriture de certaines langues camerounaises dont le dii, le karang et le pana. Il s’agit de la lettre E diacritée d’un accent aigu et d’une cédille.

## Utilisation
En langues camerounaises suivant l’Alphabet général des langues camerounaises, ‹ ȩ › représente un E nasalisé et l’accent aigu indique le ton haut. Il ne s’agit d’une lettre à part entière, et elle placée avec le E sans accent ou avec un autre accent dans l’ordre alphabétique.

## Représentations informatiques
Le E accent aigu cédille peut être représenté avec les caractères Unicode suivants :
- composé et normalisé NFC (latin étendu B, diacritiques) :

| formes    | représentations | chaînes de caractères | points de code | descriptions                                              |
| --------- | --------------- | --------------------- | -------------- | --------------------------------------------------------- |
| capitale  | Ȩ́               | Ȩ◌́                    | U+0228 U+0301  | lettre majuscule latine e cédille diacritique accent aigu |
| minuscule | ȩ́               | ȩ◌́                    | U+0229 U+0301  | lettre minuscule latine e cédille diacritique accent aigu |

- décomposé et normalisé NFD (latin de base, diacritiques) :

| formes    | représentations | chaînes de caractères | points de code       | descriptions                                                          |
| --------- | --------------- | --------------------- | -------------------- | --------------------------------------------------------------------- |
| capitale  | Ȩ́               | E◌̧◌́                   | U+0045 U+0327 U+0301 | lettre majuscule latine e diacritique cédille diacritique accent aigu |
| minuscule | ȩ́               | e◌̧◌́                   | U+0065 U+0327 U+0301 | lettre minuscule latine e diacritique cédille diacritique accent aigu |

## Sources
- (en) Lee E. Bohnhoff, A Description of Dii Phonology, Grammar, and Discourse, Ngaoundéré, Cameroun, Dii Literature Team, 2010 (lire en ligne)
- Ibirahim Njoya, Précis d’orthographe pour la langue pana, Yaoundé, Cameroun, Association Camerounaise pour la Traduction de la Bible et l’Alphabétisation, 2010 (lire en ligne)
- Robert Ernst Ulfers, Dictionnaire karang - français, 2007 (présentation en ligne, lire en ligne)